# Gabriel Knight
Gabriel Knight je glavni lik u istoimenom serijalu avanturističkih igara proizvođača Sierra On-Line 1990tih. Iz serijala su izdana tri nastavka: Gabriel Knight: Sins of the Fathers, Gabriel Knight 2: The Beast Within i Gabriel Knight 3: Blood of the Sacred, Blood of the Damned. Također je izašla kompilacija: Gabriel Knight Mysteries: Limited Edition (hr. Gabriel Knight misteriji: ograničeno izdanje), koja uključuje prve dvije igre iz trilogije. Zbog slabe prodaje trećeg nastavka serijala i činjenice da je Sierru odkupila holding tvrtka Vivendi, nije izgledno da će biti novih nastavaka.

## Premisa
Likove u serijalu Gabriel Knight stvorila je spisateljica Jane Jensen koja je također radila na igri King's Quest VI: Heir Today, Gone Tomorrow sa slavnom dizajnericom računalnih igara Robertom Williams. Sve tri igre u serijalu fokusiraju se na avanture Gabriela Knighta, njuorlinškog pisca i vlasnika knjižare koji pronalazi da je njegova sudbina postati  Schattenjäger, ili na eng. Shadow Hunter ("lovac na sjene"). Gabrielova asistentica, pomagačica i ponekad ljubavni interes Grace Nakimura glavni je sporedni lik u Sins of the Fathers. U The Beast Within i Blood of the Sacred, Blood of the Damned dijeli ulogu protagonista s Gabrielom. U svakom od nastavka, igrač kroz razne segmente ulazi u ulogu iz perspektive i Gabriela i Grace.

## Koncept
Prva epizoda serijala je izašla 1993., i u to vrijeme bila je jedna od mnogobrojnih Sierrinih igara koje su sadrže nelinearni format.  Prva je igra koristila sustav "dana" (days), svaki od tih dana od igrača je zahtijevao niz akcija koje su trebale biti obavljene prije nastavka na sljedeći. Kao rezultat linearne ovisnosti o postupcima ili akcijama igrača u igri jamči njeno rješenje: mozgalica u datom danu mora biti riješena tako da se može nastaviti igra prelaskom na sljedeći dan. Ovaj format je korišten kroz cijeli serijal, ali dani su zamijenjeni poglavljima (chapters) i blokovima vremena. Svaka igra također nagrađuje igrača brojem bodova za izvršavanje akcija, koje su zahtijevane za prolazak igre i usputno, za prolaženje i rješavanje izbornih mozgalica.
S balansiranom mješavinom povijesnih činjenica i fiktivnih elemenata, kao i naglaskom na razvoj lika (npr. odnos između Gabriela i Grace kao važna podfabula kroz serijal), igre serijala Gabriel Knight slavljene su kao izuzetno dostignuće u pripovijedanju priče.  Glazba u serijalu, koju je skladao Robert Holmes (muž Jane Jensen), značajno doprinosi atmosferi.

## Igre

### Gabriel Knight: Sins of the Fathers(1993.)
Prva igra u serijalu slijedi Gabriela kako prati policijsku istragu bujice ubojstava čiji tragovi podsjećaju na voodoo. Gabriel se nada iskoristiti istragu kao osnovu za svoj novi roman, ali kako rješavanje slučaja teče i on je mnogo dublje uvučen u misterij koji povezuje serijsko ubojstvo s podzemljem voodoo mita i prakticiranja, i prema lijepoj i misterioznoj njuorlinškoj članici elitnog društva. Također vuče poveznice između slučaja i užasne ponavljajuće noćne more koja ga truje cijelog života. Gabriel stupa u kontakt sa svojim zaboravljenim stricem u Njemačkoj, koji ga izvješćuje o obiteljskom nasljeđu. Gabriel otkriva da je naslijedio titulu Schattenjägera, neke vrste modernog inkvizitora, i da samo prihvaćajući to zvanje može nadvladati kletvu koja je skoro izbrisala lozu Schattenjäger, prouzročila njegove noćne more i voodoo ubojstva. Gabriel putuje u Njemačku i Afriku (Benin), prije povratka u New Orleans za rasplet mora izabrati između ljubavi i oproštaja ili izvršavanja svoje dužnosti (kao rezultat, igra nudi dva moguća svršetka, ovisno o Gabrielovoj odluci).
CD-ROM verzija sadrži vokalne izvedbe nekih vrlo poznatih glumaca kao što su Tim Curry u ulozi Gabriela, Mark Hamill u ulozi njegovog prijatelja detektiva Moselya, Leah Remini u ulozi Grace i Michael Dorn u ulozi Dr. Johna, vlasnika muzeja voodooa u središnjem New Orleansu.

### Gabriel Knight 2: The Beast Within(1995.)
Druga igra (alternativni naslov je The Beast Within: A Gabriel Knight Mystery) slijedi Gabriela na njegovom drugom Schattenjäger slučaju. Godinu dana poslije događanja iz prve igre doselio se u dom svojih predaka u Bavarskoj (Njemačka) da napiše svoj novi roman. Stanovništvo Rittersberga, prijestolnici Schattenjägera, je dobro upoznato s obiteljskom reputacijom Ritterovih i kad dođu do saznanja o napadu vukodlaka u blizini Münchena, nagovaraju Gabriela da to ide istražiti. Kad sazna za novi slučaj (za koji nije bila pitana za pomoć), Gabrielu se u Njemačkoj pridružuje Grace. Dok Gabriel slijedi trag nestalih vukova iz zoološkog vrta do tajnovitog muškog lovačkog kluba u Münchenu, Grace provodi istraživanje u Rittersbergu. Njezina istraga vodi ju do povijesti kralja Ludviga II., skladatelja Richarda Wagnera i sjenovitog lika poznatog kao Black Wolf ("Crni vuk"). Naposljetku, poveznica između slučajeva postaje jasna i Grace otkriva da je osoba u najvećoj opasnosti sam Gabriel.
Igra je stvorena uporabom tehnike razvijene u igri Phantasmagoria, s mnogim predmetima i likovima snimljenim u real-time videu na plavoj podlozi i prikazanima na virtualnoj scenografiji koja je najviše sastavljena od fotografskih podloga. Iako je sama tehnika bila prilično kritizirana od strane drugih proizvođača igara i igrača, igra The Beast Within je općenito dobro prihvaćena i neka tehnička rješenja su dobila osobite pohvale. U ulozi Gabriela Knighta je Dean Erickson, dok ulogu Grace Nakimure tumači Joanne Takahashi. Zvučni zapis (soundtrack) djelo je Roberta Holmesa koji je skladao i originalnu operu za tu priču pod naslovom "Der Fluch Des Engelhart" ("Kletva Engelharta"), kasnije je izašao i na soundtrack CD-u koji je uključen u kompilaciju Gabriel Knight Mysteries.

### Gabriel Knight 3: Blood of the Sacred, Blood of the Damned(1999.)
Godinu dana poslije događanja iz drugog nastavka, Gabriel i Grace pozvani su od strane prognanog princa Albe da zaštite njegovog novorođenog sina od stoljećima stare obiteljske prijetnje, skupine vampira. Nedugo zatim, dječak je otet i Gabriel slijedi otimače do tajnovitog francuskog sela Rennes-le-Château. Njegov dolazak podudara se s dolaskom izletničke grupe koja dolazi u grad, navodno u lov na legendarno blago povezano s vitezovima Templarima, Katarima i Svetim gralom. Među članovima izletničke grupe svakojakih nacionalnosti je i Gabrielov stari prijatelj, detektiv Mosely, iz New Orleansa. Gabrielova potraga vodi ga do istraživanja članova grupe i traganja po gradu. Grace dolazi samo malo poslije i zadubljuje se u povijest područja da bi mogla pokušati naći poveznicu između otmice i bogate povijesti kraja. Zajedno razotkrivaju istinu iza nevjerojatnog misterija, koji se vremenski prostire još od Isusovog rođenja.
Prilagođeno dizajnirani 3D engine, tzv. G-Engine stvoren je za vođenje igre uz istovremeno davanje kontrole igraču nad slobodnim kretanjem kamere, istraživanje okoline i gledanje neinteraktivne sekvence iz bilo koje udaljenosti ili kuta. Stvaranje takvog ambicioznog sučelja koštalo ih je, i igra koja je trebala izvorno izaći u ljeto 1998., nije bila distribuirana sve do jeseni 1999. nakon promjena u dizajnerskom timu i odluke o redizajnu arhitekture enginea usred produkcije. Detalji u igri djelomično su nadahnuti knjigom Sveta krv i sveti gral. Tim Curry se vratio posuđivanju glasa ulozi Gabriela Knighta.
Igra Blood of the Sacred, Blood of the Damned je dobila različite kritike, rubrike općeg tiska posvećene računalnim igrama bile su manje entuzijastične što se tiče osobina igre, za razliku od publikacija koje su posvećene samo avanturističkim igrama. Dok kod drugih igara u serijalu, većina recenzija igre citira priču Jane Jenson kao subjekt pohvale. U članku Old Man Murrayja, igra je dobila dvosmislenu pohvalu kao "posljednji istaknuti naslov u žanru avanturističkih igra". U članku autor koristi mozgalice kako bi opomenuo na besmislenost mozgalica u avanturama općenito. Igra je zadnja avanturistička igra koju je izdala tvrtka Sierra Entertainment.

## Knjige
Priče Sins of the Fathers (ISBN 0-451-45607-6) i The Beast Within (ISBN 0-451-45621-1) adaptirane su u romane koje je napisala Jane Jensen. Prvi naslov izravna je adaptacija događaja iz igre. Gledano unazad, pristup za koji se Jane Jensen odlučila nije bio najuspješniji način predstavljanja Gabriela Knighta književnoj publici. Za drugi roman "bacila je cijelu ideju igre i počela od temelja".  Romani više nisu u nakladi (status im je eng. out of print).

## Budućnost Gabriela Knighta
Nakon izlaska Blood of the Sacred, Blood of the Damned, Jane Jensen je izjavila kako je počela planirati moguću priču i smještaj za četvrtu igru (vidi zanimljivosti), ali do danas još nije objavljeno ništa o tome. U kolovozu 2006. bilo je potvrđeno da novi projekt avanturističke igre Jane Jensen neće biti Gabriel Knight nego Gray Matter, projekt koji je bio odgođen u svibnju 2004., ali ponovno oživljen.

## Glavni likovi
Gabriel Knight je središnji protagonist serijala. Uz svoju dvostruku dužnost romanopisaca i istražitelja natprirodnoga, Gabriel je također vlasnik knjižare St. George's Rare Books u svom rodnom gradu New Orleansu. Karizmatičan, podrugljiv, intuitivan i zna kako treba sa ženama (što ga je često ometalo u slučajevima). Na početku je serijala Gabriel autor loše sreće čija instinktivna ambiciozna motivacija da razriješi čudna serijska ubojstva u konačnici dovede do otkrivanja drevne baštine njegove obitelji: otkrije da je ustvari dio loze istražitelja natprirodnoga: Schattenjägera. Nakon što je zaključio svoj prvi slučaj, Gabriel se seli u Bavarsku da protiv svoje volje prihvati svoje sudbinsko pravo po rođenju. Njegova sljedeća dva slučaja kao Schattenjäger praćena su u drugoj i trećoj igri serijala.
Grace Nakimura Gabrielova je svojedobna asistentica, istraživačica i naposljetku partnerica u istragama. Na početku je serijala napravila pauzu od svojih doktoratskih ambicija za Ivy-league, preselila se u New Orleans i u hiru se zaposlila u St. George’s Rare Booksu; djelomično u potrazi za pustolovinama, a djelomično da pobjegne od opresivne japanske tradicije na čije je provođenje roditelji sile. Optimistična je i inteligentna, Grace ima dobar osjećaj za opasnost, nije tip osobe koji bi bio spreman vjerovati u natprirodno i pravi je talent za istraživanje. Kada se ne bavi knjigovodstvom i istraživanjem za svojega poslodavca, vježba Tai Chi i slikanje na ulju – dva talenta koji su se pokazali korisnim u Gabrielovom prvom slučaju. U njezinu drugome pojavljivanju u serijalu vidimo kako je Grace dobila proaktivniju ulogu postavši igriv lik koji vodi istraživanje i pronalazi povijesni kontekst aspekata igre na Gabrielovo vlastito nezadovoljstvo i neugodu. S vremena na vrijeme pokazuje neprijateljstvo prema ljudima koji su nevoljki pomoći joj u njezinu istraživanju, posebice prema Gerde, domaćici Schloss Rittera. Njezina ustrajnost pokazala se vitalna za Gabrielovu istragu, a i za njegov život, nagnavši ga da preispita svoj prezaštitnički odnos prema njoj i da je počne smatrati pravim partnerom u trećoj igri. Istodobno često iskazuje mišljenja o Gabrielu s oprezom i sarkazmom, očigledno je da im je ustinu stalo jedno do drugoga, možda i iznad platonskog načina iskazivanja.
Franklin Mosely Gabrielov je najbolji prijatelj još od djetinjstva. Na početku serijala, radi kao detektiv u policijskoj postaji u New Orleansu. Odbacuje sve nadnaravne aspekte u istrazi vudu ubojstva koje Gabriel slijedi, ali kako činjenice iz slučaja postaju nepobitne, pokazuje se kao snažan saveznik u rješavanju slučaja. Vraća se u trećoj igri gdje „slučajno” posjećuje isto područje u Languedocu u Francuskoj gdje i Gabriel istražuje otmicu. Pokazuje pomalo sumnjivo zanimanje za Gabrielov slučaj i opire se iznošenju svojih stvarnih namjera. Kako priča napreduje, otkrivamo da Mosely nije turist, nego agent CIA-e poslan da istraži misterij tog područja. On i Gabriel u antagonističkom su odnosu dok je Mosely uvijek meta Gabrielovih zafrkancija. Potajno je zaljubljen u Grace i vrijeđa ga Gabrielov degradirajući odnos i njegovo cjelokupno ponašanje prema njoj.
Gerde Hull spremačica je u Schloss Ritteru: domu Gabrielovih predaka. Kada ju je Gabriel prvi put upoznao djelovala je brižna, entuzijastična i nekako pogrešno optimistična mlada žena. Njezino silno ticanje i žudnja da pomogne Gabrielu da pronađe svojega prastrica indikativ je njezine ljubavi prema njemu i, nakon Wolfgangove smrti u Sins of the Fathersu, pristaje ostati pomoći Gabrielu iz odanosti na sjećanje na nj. Još tugujući, jako je žalosna u drugoj igri, ali ipak pokazuje neposlušnost i odlučnost kad je Grace agresivno pokuša zamijeniti kao Gabrielovu pomagačicu u istraživanjima. Nakon što se konačno složila s Gracinom voljom, dvije žene udružile su se da spase Gabrielov život. Kako je Gerde zadržava svoju poziciju skrbnice dvorca, ne pojavljuje se u trećoj igri koja se u cijelosti događa u Francuskoj.

## Zanimljivosti
- U nastavku Sins of the Fathers, kada se otkriva knjižnica Schattenjägera u Schloss Ritteru, Gabriel može pregledavati police s knjigama pregledavajući njihove sadržaje. Među knjigama koje pronalazi referentni su materijali koji aludiraju na vukodlake i vampire – koji su bili nadnaravni antagonisti u njegovim sljedećim dvjema igrama.
- Rezultat potrage za „gk4" na računalnom sučelju SIDNEY u nastavku Blood of the Sacred, Blood of the Damned daje zapis o duhovima koje je Jane Jensen naznačila kao antagoniste u svom konceptu za uvođenje četvrtog dijela u serijal.[4]
- Drugi nastavak, The Beast Within, izvorno je trebao biti puno dulji. Prvotni dizajn naznačuje osam poglavlja, a u izdanoj je verziji šest. Jedno od tih izbačenih poglavlja zahtijevalo je da igrač uđe u ulogu Ludviga II. i sakrije izgubljenu operu u svojem dvorcu, ali, prema dizajnerici igre Jane Jensen, igra je premašila budžet (izvorni budžet procjenjuje se na 3 milijuna američkih dolara i premašen je za gotovo milijun dolara) i zahtijevani materijal tako nije mogao biti snimljen. Također, igra je već zauzimala šest CD-a i taj odlomak proširio bi je na njih 9. Ovo pomaže pri objašnjenju tako naglog prelaska iz petog u šesto poglavlje koje je i puno veće od ostalih.
- Tijekom scene u drugoj igri u kojoj Gabriel pije s Von Glowerom spominje neku djevojku i party na kojemu je jednom bio. Moguće je da referira na Grace kada ga je spasila od ceremonije vudu kulta u prvoj igri.